# John Westbrook Hornbeck
John Westbrook Hornbeck (* 24. Januar 1804 in Montague, Sussex County, New Jersey; † 16. Januar 1848 in Allentown, Pennsylvania) war ein US-amerikanischer Politiker. In den Jahren 1847 und 1848 vertrat er den Bundesstaat Pennsylvania im US-Repräsentantenhaus.

## Werdegang
John Hornbeck besuchte die öffentlichen Schulen seiner Heimat und danach bis 1827 das Union College in  Schenectady (New York). Nach einem anschließenden Jurastudium und seiner 1829 erfolgten Zulassung als Rechtsanwalt begann er ab 1830 in Allentown in diesem Beruf zu arbeiten. Zwischen 1836 und 1839 war er stellvertretender Bezirksstaatsanwalt im Lehigh County. Politisch wurde er Mitglied der Whig Party.
Bei den Kongresswahlen des Jahres 1846 wurde Hornbeck im sechsten Wahlbezirk von Pennsylvania in das US-Repräsentantenhaus in Washington, D.C. gewählt, wo er am 4. März 1847 die Nachfolge des Demokraten Jacob Erdman antrat. Dieses Mandat konnte er bis zu seinem Tod am 16. Januar 1848 ausüben. Während seiner Zeit als Abgeordneter leitete er das Committee on Revisal and Unfinished Business. Seine Amtszeit war auch durch die Ereignisse des Mexikanisch-Amerikanischen Krieges geprägt.